# Nieuwe Parochie
Nieuwe Parochie is een wijk in de Belgische gemeente Beveren in de provincie Oost-Vlaanderen. De wijk ligt in westen van de bebouwde kern van Beveren, anderhalve kilometer van het oude dorpscentrum. In deze wijk liggen onder meer de Pastoor Steensensstraat, de Onze-Lieve-Vrouwstraat, de Lindenlaan, de straten van de Thijskenshoekwijk, Vijfstraten, Congoken, en Klaveren Aas.
Langs de wijk loopt de Gentseweg N70 tussen Sint-Niklaas en Beveren-centrum, als onderdeel van de weg van Gent naar Antwerpen.

## Geschiedenis
Op de Ferrariskaart uit de jaren 1770 is dit een landelijk gebied met verspreide bewoning en hoeves en in het noorden het gehucht Thyskenshoeck. De Atlas der Buurtwegen uit 1841 toont hier nog steeds een landelijk gebied, maar vermeldt verschillende gehuchten: Vyfstraten in het zuidoosten, aan de nieuwe weg tussen Gent en Antwerpen, in het noorden Tyskenshoek, in het noordwesten 'S heeren Wilg, en in het westen de herberg Klaveren Haes. Eenzelfde situatie is weergeven op de Vandermaelenkaart uit de het midden van de 19de eeuw.

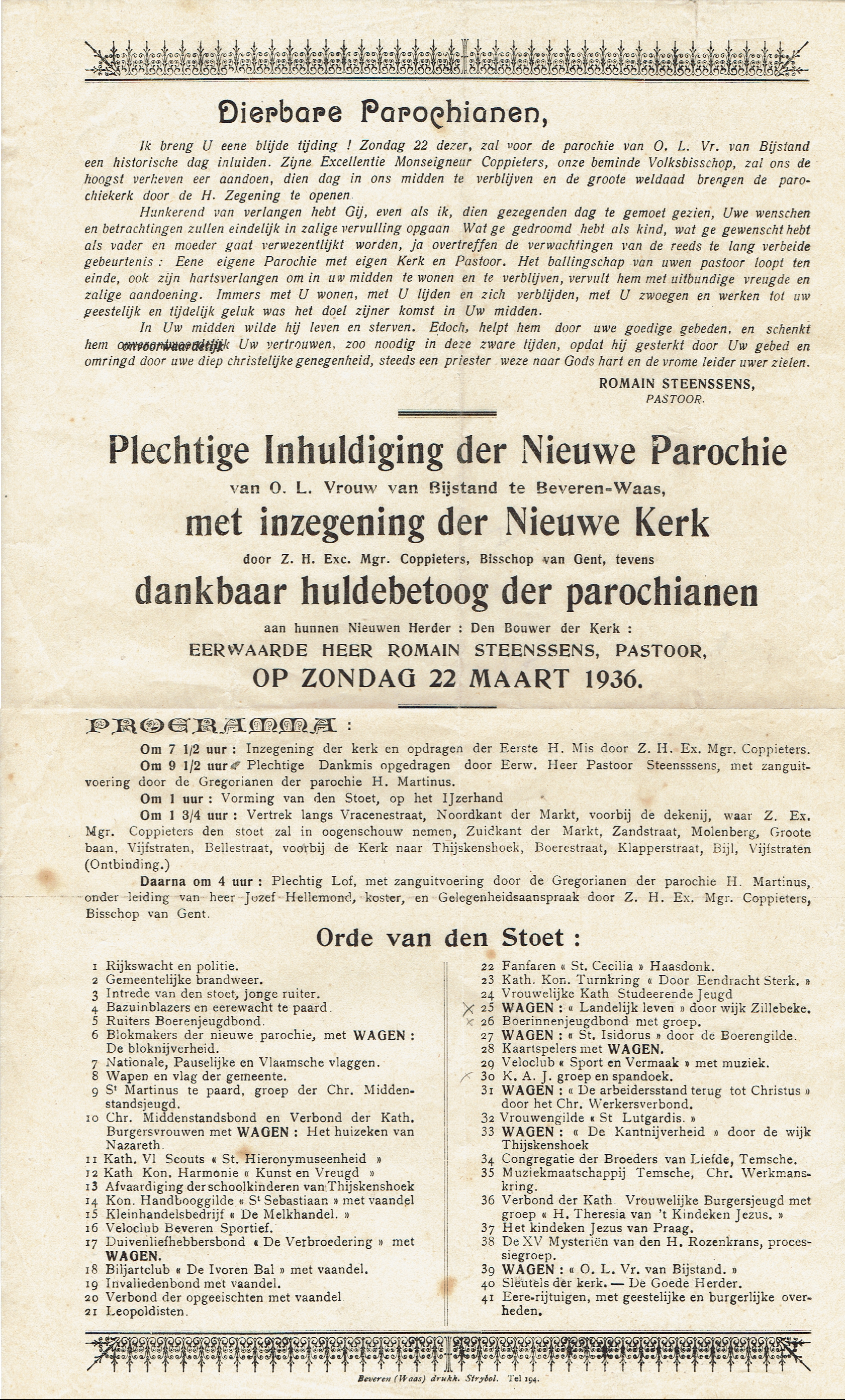
Affiche inhuldiging Nieuw Parochie

Op 14 november 1934 werd bij Koninklijk Besluit hier een nieuwe parochie van een 750 ha groot opgericht. De Onze-Lieve-Vrouw van Bijstandkerk werd gebouwd en op 22 maart 1936 ingezegend. 
Voor de gemeentelijke fusies in 1977 was de naam van de Pastoor Steenssensstraat, Kerkstraat, maar omdat in deelgemeente Vrasene al een Kerkstraat bestond, werd er geopteerd een van deze een andere straatnaam te geven.
De parochiekerk werd in 2023 ontwijd en kreeg een nieuwe socioculturele bestemming.

## Bezienswaardigheden
- Langs de Pastoor Steenssensstraat bevindt zich de Klompenmakerij Van Moere, beschermd als monument

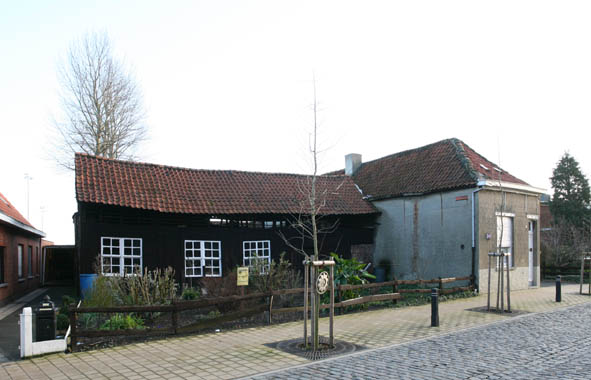
Klompenmakerij Van Moere

## Activiteiten
Eenmaal per jaar wordt in de wijk een buurtfeest georganiseerd, de Puitenslagersfeesten, die steeds doorgaan op 't Congoken, het plein naast de kerk. Het is een lokaal evenement met optredens, een markt, sportevenementen en kermis. De Puitenslagersfeesten vinden steeds het eerste en tweede weekend van mei plaats. Om de vijf jaar gaat er een folklorestoet door de straten. 
Deelgemeenten: Bazel · Beveren · Burcht · Doel · Haasdonk · Kallo · Kieldrecht · Kruibeke · Melsele · Rupelmonde · Verrebroek · Vrasene · Zwijndrecht

Overige dorpen en gehuchten: Beestenhoek · Bloempot · De Bank · Doorn · Es · Gaverland ·  Geslecht · Groot Laar · Halve Maan · Hoogeinde · Hoogstraat · Kalishoek (Doel) · Kalishoek (Melsele) · Kemphoek · Klein Laar · Melseledijk· Mosselbank (Haasdonk) · Mosselbank (Vrasene) · Nieuwe Parochie · Ouden Doel · Oudendijk · Ponjaard · Prosperpolder · Puiput · Rapenberg · Rapenburg · Saftingen · Sint-Antoniushoek · Smoutpot · Stenen Kruis · Tijskenshoek · Vendoorn · Verrebroekse Blikken · Vijfstraten · Vliegenstal · Voshoek · Westakkers · Wilden Haan · Zillebeek · Zwaantje

Belgische gemeenten · Arrondissement Sint-Niklaas · Oost-Vlaanderen · Vlaanderen